# Герб на Косово
Гербът на Република Косово представлява син щит със златни граници, на който са изобразени шест бели звезди, както и формата на държавата. Използва се официално и на националния флаг.